# الحاج بوقاش
الحاج بوقاش لاعب جزائري من مواليد 7 ديسمبر 1983 (ولاية وهران) كانت بداياته من نادي مولودية الجزائر احترف بعدها في موسم 2010-2011 في نادي الإمارات الإماراتي وانتقل في صيف 2011 إلى نادي القادسية السعودي وتألق في صفوفه ما دعي نادي النصر السعودي وبعدها لعب مع نادي التعاون السعودي إلى ضمه مع مطلع 2012 وسبق له اللعب للمنتخب الجزائري.
حقق جائزة هداف الدوري الجزائري عام 2008 مع نادي المولديه الجزائري وعام 2010 حقق وصيف هدافين بطولة كأس الاتحاد الأفريقي حين حقق 11 هدف منها 6 في دوري المجموعات وهدفين في الربع النهائي وهاترك في مباراة المولديه والصفاقسي التونسي

## روابط خارجية
- الحاج بوقاش على موقع قاعدة بيانات كرة القدم.إي يو (الإنجليزية)
- الحاج بوقاش على موقع ناشيونال فوتبول تيمز (الإنجليزية)
- الحاج بوقاش على موقع Soccerway.com (الإنجليزية)
- الحاج بوقاش على موقع كووورة